# Fred Trump
Frederick Christ Trump (El Bronx, Nueva York; 11 de octubre de 1905-New Hyde Park, Nueva York; 25 de junio de 1999), más conocido como Fred Trump, fue un empresario inmobiliario y filántropo estadounidense de origen alemán, cofundador junto a su madre, Elizabeth, de la Trump Organization y el padre del empresario, político, 45.° y 47.° presidente de Estados Unidos, Donald Trump.

## Primeros años y carrera
El padre de Fred Trump, Frederick Trump, había emigrado a Nueva York en 1885 desde la pequeña ciudad alemana de Kallstadt donde él brevemente regresó alrededor de 1900, se casó y volvió a emigrar. Nació en el este de la avenida Tremont en el Bronx, del matrimonio de inmigrantes alemanes formado por Elizabeth (nacida Christ) y Frederick Trump.
En 1927, con 22 años, Fred Trump fue agente de bienes raíces y financiador de construcciones, creando la Trump Organization junto con su madre Elizabeth Christ Trump, quien fue un socio activo escribiendo los cheques.

### Arresto de 1927
El 1 de junio de 1927, un artículo del New York Times informó que Fred Trump fue arrestado y liberado después de que un incidente con miembros del Ku Klux Klan se convirtiera en una pelea con policías en Queens. La pelea, según se dice, contaba con más de 1000 miembros del Klan y 100 oficiales de policía, de la cual Fred Trump fue uno de los siete detenidos. Un blog de internet más tarde redescubrió el artículo y señala que en aquel momento Trump tendría veintiún años. Afirmó "esto no significa que Trump padre- quién más tarde sería un empresario inmobiliario millonario- fuera un miembro del Ku Klux Klan o incluso un cómplice del evento. A pesar de compartir abogados con los otros hombres, es concebible que pueda haber sido un espectador inocente durante o después de un acontecimiento caótico." Múltiples artículos periodísticos sobre el incidente enumeran la dirección de Trump (en Jamaica, Queens), que se registra que compartió con su madre en el censo de los Estados Unidos de 1930.

### Ascenso al éxito
A finales de los años veinte, Trump empezó a construir solo casas familiares en Queens que eran vendidas a $3990 dólares cada una. A mediados de los años treinta en medio de la Gran Depresión, ayudó a desarrollar el concepto de supermercados con el Mercado Trump en Woodhaven, que anunciaba: "¡Sírvase usted mismo y ahorre!", convirtiéndose en un éxito casi instantáneo. Un año después, Trump vendió por una pequeña ganancia la cadena de supermercados King Kullen. Actualmente, King Kullen continúa operando en el condado de Suffolk.

## Vida privada
En 1936, Frederick C. Trump se casó con la escocesa Mary Anne MacLeod  y tuvo cinco hijos: Maryanne (1937-2023), jueza de la corte federal de apelaciones; Fred Jr. (1938-1981); Elizabeth Joan (nacida en 1942), ejecutiva en el Chase Manhattan Bank; Donald (nacido en 1946) y Robert (1948-2020), presidente de la compañía de administración de la propiedad de su padre.
A pesar de que los padres de Trump nacieron en Alemania, Trump les dijo a sus amigos y conocidos durante décadas después de la Segunda Guerra Mundial que su familia era de origen sueco. Según su sobrino John Walter, "tenía muchos inquilinos judíos y no era cosa buena ser alemán en aquellos días."

## Carrera posterior
Durante la Segunda Guerra Mundial, Trump mandó construir cuarteles y apartamentos con jardines para la Armada de los EE. UU. para el personal de la marina estadounidense a lo largo de la costa este, incluyendo Chester, Pensilvania, el Newport News, Virginia, y Norfolk, Virginia. Después de la guerra, se expandió a hogares para las familias de clase media que tenían familiares regresando de la guerra, construyendo un puerto costero en Bensonhurst en 1949 y un puerto cercano a la playa de Coney Island en 1950 (un total de 2700 apartamentos). En 1963 construyó 3800 apartamentos en la villa Trump en Coney Island, compitiendo con Lefrak City en Queens. Trump construyó y operó viviendas de alquiler accesibles a través de grandes complejos de apartamentos en Nueva York, incluyendo más de 27 000 departamentos para familias de bajos ingresos y townhouses en los barrios de Coney Island, Bensonhurst, Sheepshead Bay, Flatbush y Brighton Beach en Brooklyn y Flushing, y propiedades jamaicanas en Queens.

### Hijo se convierte en presidente de la compañía
En 1968, su hijo de 22 años Donald Trump se unió a su Administración de Trump Management Co., siendo presidente en 1974, y rebautizándolo a The Trump Organization en 1980. A mediados de la década de 1970, Donald recibió préstamos de su padre que superaron los $ 14 millones (más tarde, Donald afirmó que solo habían sido $ 1 millón). A mediados de los setenta heredó su fortuna su hijo Donald, que se quedó al mando del negocio de bienes raíces en Manhattan, mientras Fred se aferró a Brooklyn y Queens. "Fue bueno para mí", comentó más tarde Donald. "Ya sabes, ser el hijo de alguien, que podía haber sido una competencia para mí. De esta manera, tengo a Manhattan solo para mí."

### Pleito con los derechos civiles
En 1973, la División de los derechos civiles del Departamento de Justicia de los EE. UU. presentó una demanda de derechos civiles contra Trump Organization tras rechazar el alquiler de sus departamentos a personas de color. La Urban League había enviado examinadores de ambas razas para solicitar apartamentos en los complejos de Trump: los blancos conseguían los apartamentos y los negros, no. Según los registros de la corte, cuatro superintendentes o agentes de alquiler informaron que las solicitudes enviadas a la oficina central para su aceptación o rechazo fueron codificados por raza. 
En 1979, un artículo del The Village Voice citó a un agente de alquiler que Trump le instruyó para que no alquilara a personas negras e incitara a los inquilinos negros a que se largaran de sus apartamentos. En 1975, un decreto de consentimiento descrito por el jefe de la división de vivienda del Departamento de Justicia "uno de los mayores alcances logrados en una negociación", requirió a Trump para anunciar vacantes en papeles de minoría y lista de vacantes con la Liga Urbana. El Departamento de Justicia posteriormente de la continuación de "conductas discriminatoriamente racistas por agentes de Trump ha ocurrido con tanta frecuencia que se ha creado un impedimento sustancial para el pleno disfrute de la igualdad de oportunidades."

## Riqueza y bienes
A pesar de su fortuna,  fue conocido por su frugalidad, ahorraba clavos usados, haciendo su propio trabajo de exterminación y mezclando sus propios limpiadores de piso. No obstante, insistía en la compra de un nuevo Cadillac azul marino cada tres años, con la matrícula "FCT". En el momento de su muerte, Trump había amasado una fortuna estimada entre los 250 a 300 millones de dólares.

## Años posteriores y muerte
Trump sufrió de Alzheimer en sus últimos seis años de vida. Antes de su muerte, fue tratado de neumonía en junio de 1999 en el Centro Médico Judío de Long Island en New Hyde Park.